# Aloe vera
Espèce
Statut CITES
Classification APG III (2009)
Statut de conservation UICN

 NE  : Non évalué
Aloe vera (prononciation « aloé véra ») est une espèce d'aloès (genre Aloe), originaire du sultanat d'Oman est une plante succulente vivace qui pousse principalement dans le désert ou le biome des arbustes secs.

## Nomenclature
L’espèce a d’abord été décrite par Carl Linné en 1753, sous le nom de Aloe perfoliata var. vera L., dans Species Plantarum 1: 320–321. 1753. Il indique qu’elle a des feuilles épineuses et que son habitat se trouve en Inde.
En 1768, le botaniste néerlandais, Burman procède à une élévation de rang, il fait passer la variété vera au statut d’espèce sous le nom de Aloe vera (L.) Burm. f. dans Flora Indica . . . nec non Prodromus Florae Capensis 83. 1768.

## Étymologie
Le nom de genre Aloe vient du grec ancien  ἀλόη  – aloê, et si on se base sur les descriptions du médecin botaniste grec du Ier siècle, Dioscoride, qui consacre une longue notice à cette plante (Dioscoride, MM, 3, 22), elle devait désigner l’Aloe vera. En latin, à la même époque Pline consacre lui aussi une notice à l’aloès (Pline, HN, 17, 14),. Le grec aloē pourrait provenir d’une langue sémitique, probablement l’hébreu אֲהָלִים - ahalîm, qui désignait des résines parfumées ou des bois aromatiques utilisés dans les rites funéraires et les parfums.
L’épithète spécifique vera est le nominatif féminin du latin verus, a, um, « vrai, véritable, réel » (dictionnaire latin-français gaffiot.fr). Dans son utilisation pharmacologique ancienne, l’étymologie de aloe vera est donc le « vrai aloès, l’authentique ».

## Noms vernaculaires
L'Aloe vera est aussi appelée aloès des Barbades, aloès vrai, aloès amer, aloès de Curacao. À La Réunion, elle est appelée aloès amer ou mazambron, et aux Antilles françaises, alwè ou lalwè en créole.
La plante appelée aloe était citée dès l'Antiquité gréco-romaine par Pline l'Ancien et Dioscoride et devait désigner l'espèce Aloe vera dont le suc était utilisé en pharmacie.

## Caractéristiques
L’Aloe vera est une plante succulente, aux feuilles persistantes, aux racines peu profondes, poussant en touffes et même en colonies, par son aptitude à produire des drageons. La tige à base ligneuse, est courte, au plus 50 cm, et porte à l'extrémité des feuilles alternes, enchâssées les unes dans les autres, distiques (particulièrement pour les jeunes plants) puis, en vieillissant, en rosette.
La feuille, succulente et sessile, est érigée, vert pâle à glauque (parfois tachetée de blanc), de forme linéaire-lancéolée, se rétrécissant régulièrement de la base à l'apex, longue (jusqu'à 10 × 80 cm, mais plus courte en Asie, 4-5(-7) × 15-35(-50) cm . Les feuilles sont à larges à la base, de 5 à 10 cm, . La marge est dentée-épineuse, avec des épines souples pâles, écartées de 1-1,5 cm.
La floraison a lieu en hiver et au printemps. L'inflorescence terminale est une grappe cylindrique, érigée, en général non ramifiée, de 100 à 150 cm de haut. L'axe (ou rachis) porte des écailles parcourues par trois veines pourpres proéminentes confluentes à l'extrémité. La fleur est construite sur le plan trimère typique des Asparagales et Liliales (monocotylées pétaloïdes) :
- six tépales pétaloïdes, connées (soudées) de la base jusqu'à mi-longueur, aux lobes linéaires à oblongues-lancéolés, de couleur jaune pâle (parfois maculé de rouge), de 2,5 cm de long ;
- six étamines légèrement exsertes ;
- un style exserte.

Le fruit est une capsule.

## Classification
Comme nous avons vu, Linné indique que Aloe perfoliata var. vera a des feuilles épineuses et que son habitat se trouve en Inde. Le botaniste néerlandais Burman, élève de Linné, complète la description de son maître qui n'avait pu observer la fleur (Flora Indica). Il en fait le basionyme de Aloe vera (L.) Burm. f..
Classé par Linné et Burman parmi les Hexandria Monogyna (plantes à 6 étamines, 1 carpelle), l'espèce fut par la suite classée dans la famille des Liliaceae par Engler (1924), dans les Aloeaceae dans la classification de Cronquist (1981) et de Takhtajan et dans les Asphodelaceae par Thorne (1992) et Dahlgren (1997). La classification phylogénétique APG III (Angiosperm Phylogeny Group) l'établit dans la famille des Xanthorrhoéacées, ordre des Asparagales.
La séparation effectuée sur des bases morphologiques entre les Liliales et les Asparagales a été remise en cause par les études moléculaires. Les Asparagales furent redéfinies par l'inclusion de taxons provenant des Liliales et l'exclusion de quelques taxons. La famille des Xanthorrhoéacées, créée en 1829 par le naturaliste belge Du Mortier, pour des plantes monocotylédones du genre Xanthorrhoea d'Australie, fut élargie par la classification APG III (2009) pour inclure des genres autrefois placés dans les familles Asphodelaceae et Hemerocallidaceae. C'est ainsi que Aloe vera passa au fil des études et de l'approfondissement des connaissances, des Liliacées, aux Aloeaceae, aux Asphodelacées puis aux Xanthorrhoéacées.
L'origine géographique d'Aloe vera est obscure en raison de la longue histoire de sa culture (remontant à l'Antiquité) et de l'absence de populations sauvages définies.
Pour les auteurs de Flora of China, Aloe vera est étroitement apparentée à l'espèce Aloe indica Royle, croissant au nord de l'Inde, au Népal et en Thaïlande. Elle en diffère essentiellement par la couleur des fleurs, jaune pâle chez A. vera et rouge chez A. indica. La couleur des fleurs étant variable chez les Aloe, les auteurs en concluent que A. vera et A. indica sont conspécifiques. En revanche, pour Leonard Newton, « l'origine exacte de A. vera est incertaine, mais il est vraisemblable que ce soit la Péninsule Arabique, qui est aussi l'aire d'origine de l'espèce très proche et peut-être conspécifique, Aloe officinalis Forssk. ».
En 2003, Treutlein et als ont utilisé des séquences d’ADN chloroplastique (rbcL, matK) et des empreintes génomiques (ISSR) pour établir les relations phylogénétiques entre différentes espèces d’Aloe. Leur analyse a permis de regrouper Aloe vera avec des espèces géographiquement proches de la péninsule Arabique, comme Aloe perryi (Yémen) et Aloe officinalis (Arabie). Les résultats montrent que cette espèce est génétiquement proche de taxons originaires du sud-est de la péninsule Arabique. Cela soutient l’hypothèse que Aloe vera pourrait avoir émergé dans cette région avant d’être largement cultivée et naturalisée ailleurs.

## Origine, distribution

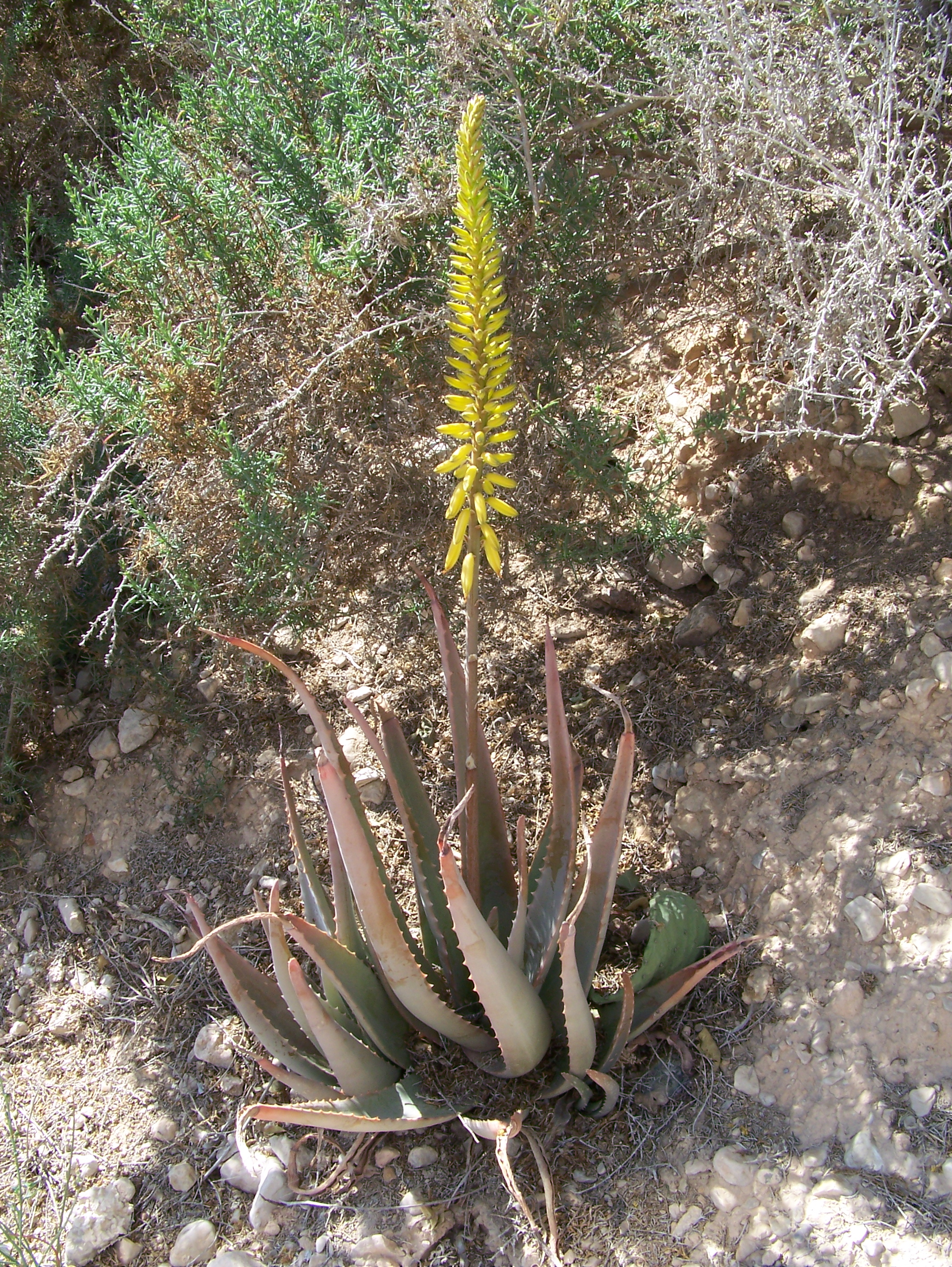
L'Aloe vera pousse à l'état sauvage, comme ici en Espagne

Selon POWO, l’aire de répartition naturelle de cette espèce se trouve dans les Monts Hajar dans le nord-est d’Oman.
Elle a été introduite dans de nombreux pays des Amériques, du bassin méditerranéen, du Pakistan, de l’Inde, de Chine, de Thaïlande.
Elle est cultivée de longue date en région méditerranéenne, en Afrique du Nord, aux îles Canaries et au Cap-Vert. Utilisé depuis l'Antiquité, l'Aloe vera a été adopté dans les médecines traditionnelles de nombreuses régions chaudes du monde, d'Europe, du Moyen-Orient et d'Afrique du Nord d'abord, puis d'Inde, de Chine et d'Asie essentiellement après le Xe siècle et d'Amérique après le XVIIe siècle. Actuellement, le gel d'aloès entre principalement dans la composition de cosmétiques ou de boissons.
L'aloès est une plante xérophile. Les Aloe vera naturalisées croissent en région sèche sur des sols arides.
Aloe vera est cultivée depuis l'Antiquité et s'est naturalisée dans de nombreuses régions tropicales, subtropicales et tempérées chaudes.

## Propriétés

### Composition chimique
L’Aloe vera est une plante des milieux arides et stocke l'eau dans ses feuilles. L'eau est donc leur principal constituant et représente de 98 à 99 % de son poids. La matière sèche qui ne représente que 1 à 2 %, est constituée à 60 % de polysaccharides,.
La feuille d’Aloe vera contient plus de 75 composés actifs (polysaccharides, polyphénols, acides organiques) ainsi que 20 sels minéraux, 20 acides aminés et 12 vitamines. Les principaux métabolites secondaires sont des composés phénoliques de type anthrone et chromone. Mais malgré les très nombreuses études, les propriétés thérapeutiques n'ont pas été bien corrélées avec les composés.
1. la fraction glucidique est formée de monosaccharides (glucose, xylose...), de polysaccharides de réserves (acémannane, aloéride, cellulose...) stockés dans le protoplasme des cellules[21]. L'acémannane, le principal glucide du gel, est un polymère à longue chaîne de glucomannanes[21], avec un ratio de 15 unités mannosyles pour une unité glucosyle. Il présente des acétylations des résidus mannose au niveau du carbone C2 ou C3.
2. la fraction protéique est formée d'acides aminés, de glycoprotéines (alprogène, aloctine A et B, vérectine)
3. la fraction lipidique (5 % du poids sec de la pulpe) est composée de stérols (cholestérol, campestérol, β-sitostérol, des phytostérols), des triterpènes (lupéol), des triglycérides et des phospholipides.
4. les minéraux prépondérants sont le potassium, le calcium, le sodium, le magnésium et le phosphore.
5. les vitamines principales sont la vitamine C et les vitamines B1, B2, B3 et B6.
6. des acides organiques comme les acides malique, succinique, urique, isovalérique, d'acide-phénols comme l'acide cinnamique, vanillique, citrique, férulique[6].
7. des anthraquinones (aloïne, isobarbaloïne, anthranol, aloe-émodine, émodine etc.). L'aloïne est situé dans la couche externe de la feuille et constitue près de 30 % de l'exsudat de la feuille[21].
8. des chromones : aloésone, aloérésine.
9. des saponines, esters de phtalate, hormones de croissance.

Le résidu sec de suc d'aloès contient de 15 à 40 % de dérivés hydroxy-anthracéniques. L'aloïne est très largement majoritaire. En s'hydrolysant dans le tube digestif, elle libère l'aloe-émodine. L'aloïne a des propriétés laxatives et l'aloe-émodine est un stimulant irritant du tube digestif, avec des propriétés antifongiques, antibactériennes, hépatoprotectrices, antivirales et antitumorales. Un métabolite de l’isobarbaloïne, l'aloe-émodine-9-anthrone, est un puissant agent laxatif.
Le suc contient aussi une fraction résineuse, à partir de laquelle ont été isolés de C-glucosides en C-8 : l'aloésine et l'aloérésine.
Le gel d'aloès, riche en eau, ne semble pas renfermer de composés spécifiques. Contrairement au suc, il ne renferme pas de dérivés anthracéniques. Il contient des acides gras, des stérols, acide-phénols, alcools, acide organiques etc.

### Toxicité
Le Centre international de recherche sur le cancer (CIRC) de l'OMS classe l'Aloe Vera parmi les substances possiblement cancérigènes, dans la catégorie 2B, quand elle est consommée sous forme d'extrait de feuilles entières, sur la base d'études menées chez le rat, mais elle n'a pas encore été étudiée chez l'espèce humaine,. La présence de dérivés hydroxyanthracéniques, potentiellement cancérigènes et la dangerosité du latex de la plante ont été soulignés par l’Agence européenne de sécurité des aliments (AESA).
En effet, la consommation excessive de la feuille complète d’Aloe peut causer des symptômes de toxicité dus à l'aloïne. Des études portant sur des rats, ont montré que l'ingestion d'extraits de feuille entière d’Aloe vera avait un effet irritant sur l'intestin et carcinogène sur le gros intestin,. C'est pourquoi il faudrait s'assurer que l’Aloe vera consommé ne soit que la pulpe (sous forme de jus ou de gel), avec une proportion très minime d'aloïne. Seul le gel mucilagineux (issu du cœur de la feuille) est véritablement bon à être consommé. Certaines sociétés fabriquent des produits, notamment des gels d’Aloe vera à boire, en y mettant la feuille entière alors que d'autres font ces mêmes genres de produits mais avec seulement le gel.[réf. nécessaire]

## Utilisation
Aloe vera est largement cultivé comme plante ornementale et plante médicinale.

### Utilisation culinaire

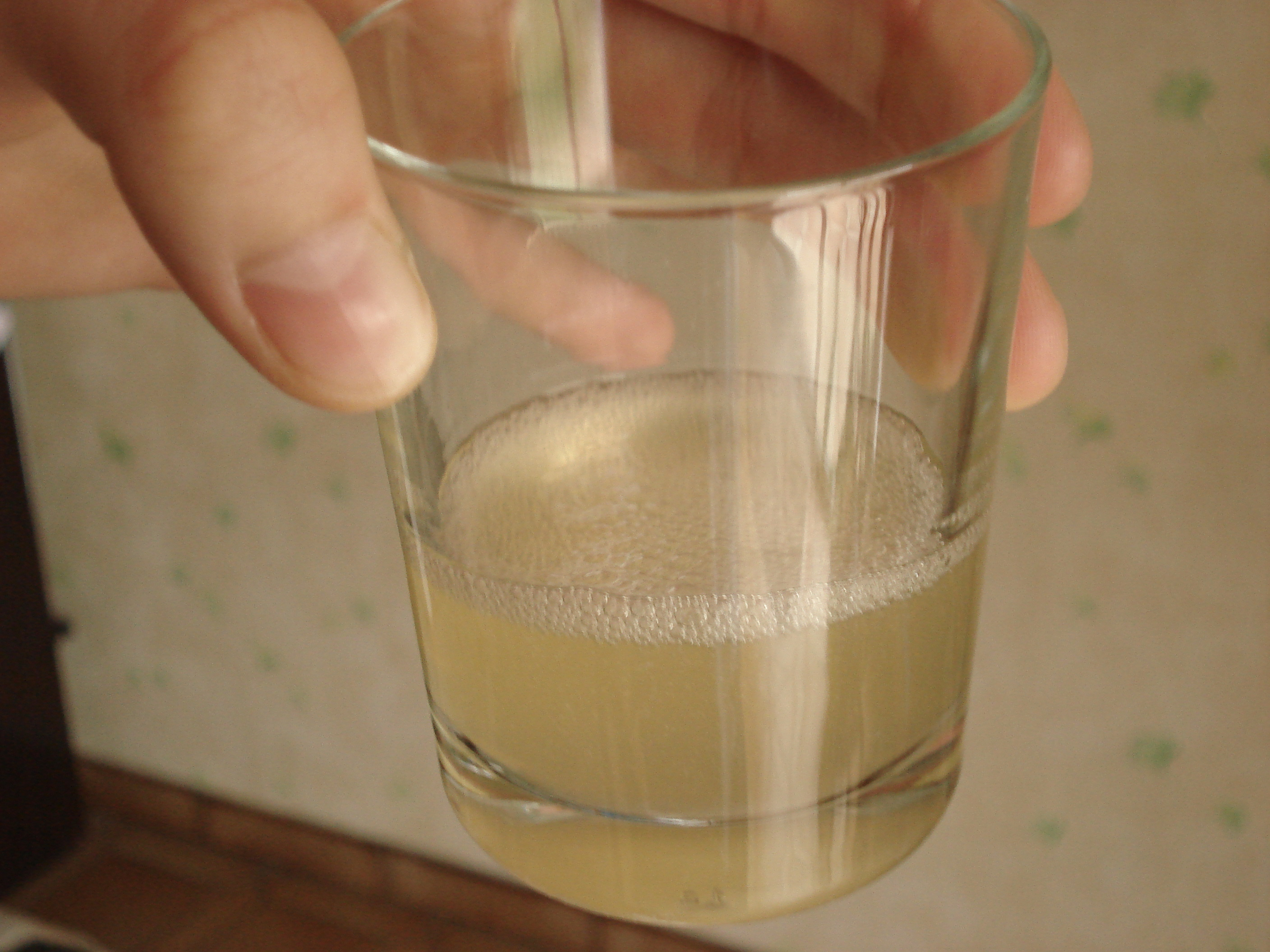
Du gel d’Aloe vera à boire.

La pulpe de l’Aloe vera est comestible. Très riche en protéines et en vitamines (vitamines A, B1, B2, B6, C, E, choline), elle peut être utilisée entre autres dans les yaourts, les desserts et les boissons.[réf. nécessaire]

### Utilisation textile
L’Aloe vera donne par rouissage des fibres textiles utilisées au Maroc sous le nom de sabra ou soie végétale.[réf. souhaitée]

### Utilisation ornementale

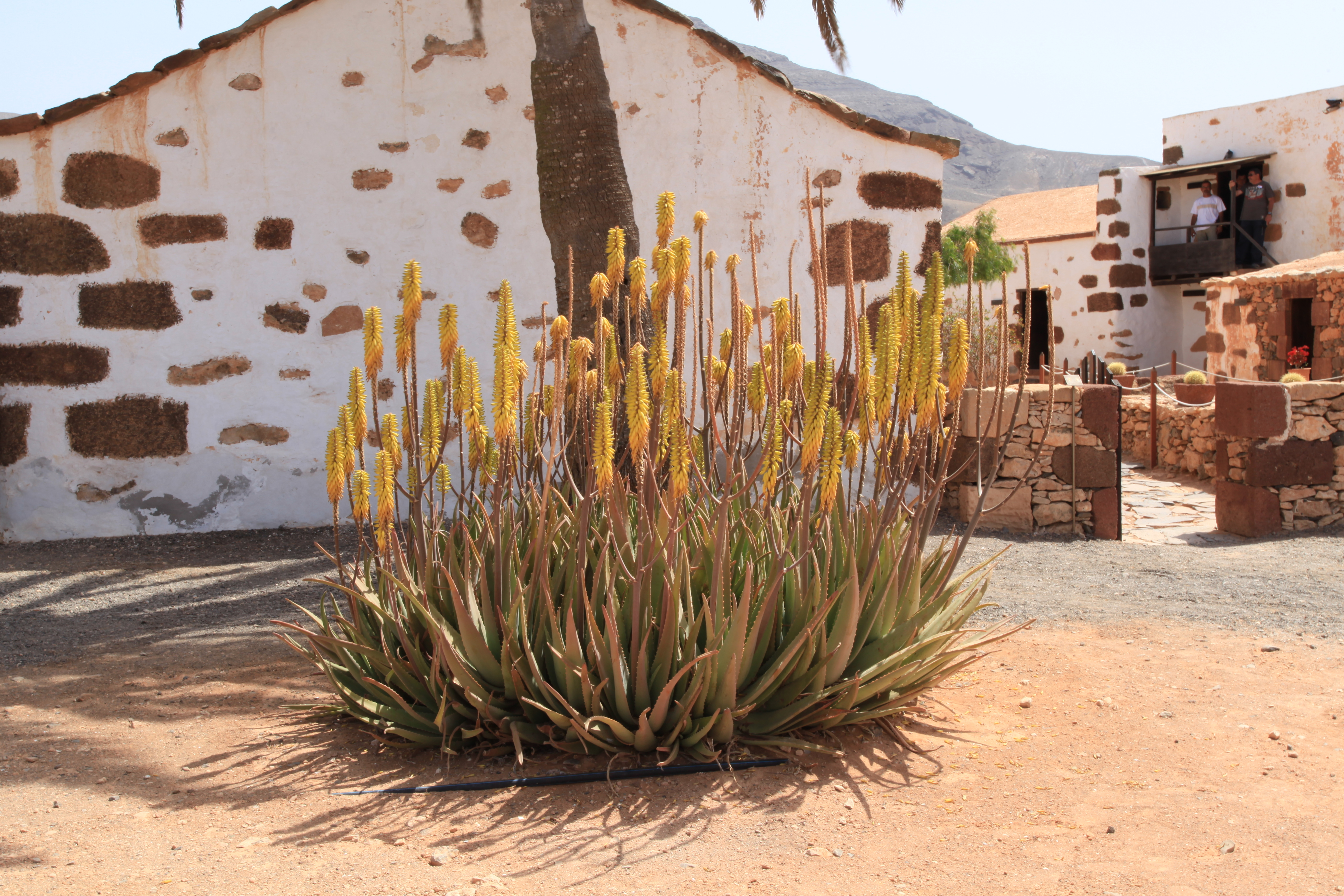
Touffe d’Aloe vera ornementale (Fuerteventura, Canaries).

L’Aloe vera est une plante ornementale qui peut se cultiver dans toutes les régions chaudes du monde. Craignant le gel, elle peut être cultivée en pleine terre dans le Midi de la France et en Corse où elle peut former de vastes massifs couverts de fleurs en hiver.
Sinon, on la plante dans des pots en terre cuite, favorisant l'évaporation de l'eau. L'hiver, il faut la rentrer dans la maison ou dans une serre et la placer dans un endroit très lumineux. L'aloès est une plante des milieux arides qui n'aime pas les excès d'eau.
On la multiplie par division de touffes, en détachant et replantant de jeunes plants munis de racine. Le bouturage est difficile, voire impossible, compte tenu de la texture spongieuse des feuilles qui favorise le pourrissement au niveau de la coupe.

### Utilisation cosmétique et dermatologique
L’Aloe vera est une plante utilisée en cosmétique depuis l'Antiquité par les tradipraticiens (guérisseurs). Traditionnellement, on pelait la feuille et on appliquait la pulpe directement sur la peau. On attribuait au gel des propriétés cicatrisantes confirmées très partiellement par l'expérimentation animale.
De nos jours, les industries cosmétiques mettent en avant les traitements possibles de l'épiderme avec cette plante :

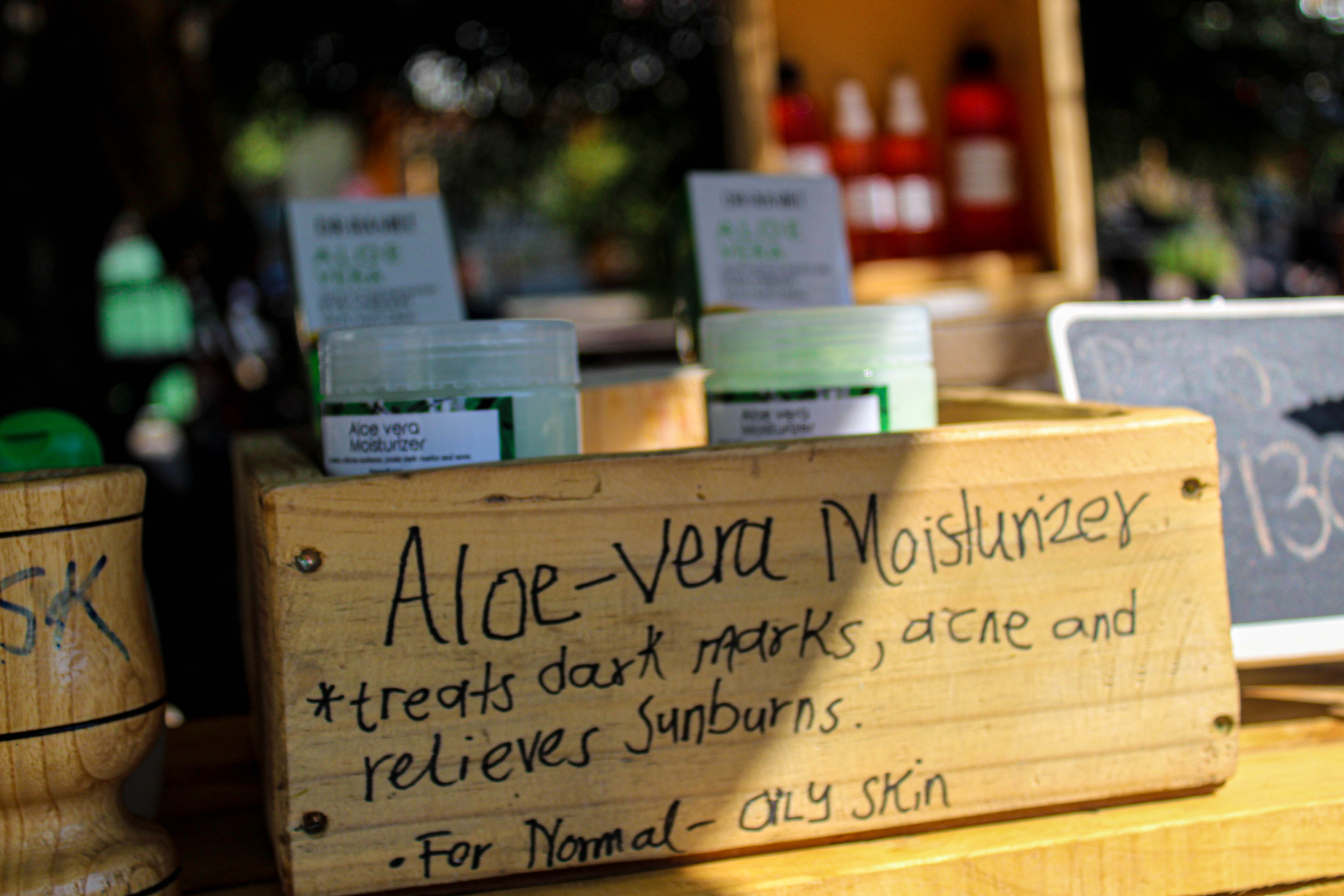
Vente de crème hydratante à l'Aloe vera au Botswana.

- Stimulation de la production de collagène, du moins chez les rats[33]
- Traitement des brûlures grâce au gel frais de la plante[34].
- Cicatrisation : plusieurs études ont montré que le gel frais obtenu à partir de la partie centrale de la feuille diminue le processus inflammatoire et accélère la cicatrisation[35],[34].
- Lutte contre le vieillissement cutané.[réf. souhaitée]
- Allégation de propriétés antiseptiques qui forment une barrière contre les bactéries et les virus[36].

Suivant l'ouvrage de référence en pharmacognosie de Jean Bruneton, « quelques essais cliniques comparatifs, souvent de qualité méthodologique très faible, ont évalué l'efficacité de l'aloès dans différentes indications. Ces essais ne fournissent aucune preuve de l'efficacité du gel d'aloès pour prévenir et/ou atténuer les réactions cutanées induites par les radiations chez les patients traités par radiothérapie. Comparé à un placebo, ce gel n'exerce, à l'encontre des coups de soleil, ni action préventive, ni action curative. L'action du gel sur la cicatrisation reste à démontrer (données contradictoires et essais méthodologiques critiquables). » (2009). Le gel semble posséder des propriétés contre le psoriasis et l'herpès génital, mais cela doit être confirmé,.
Le gel d'aloès en usage local ne semble pas induire d'effet indésirable sévère.
Le gel d'aloès forme à la surface de la peau une pellicule constituée à 99 % d'eau, avec un pH de 4,5, correspondant à celui de la peau. Il est utilisé comme agent hydratant dans de nombreuses formulations cosmétiques.

### Utilisation médicinale du suc
Le suc d'aloès est indiqué pour le traitement symptomatique de la constipation. L'aloïne entre dans la composition de nombreuses spécialités pharmaceutiques (dont les dragées Rex, Tonilax, ou Idéolaxyl) pour ses propriétés laxatives.

## Culture

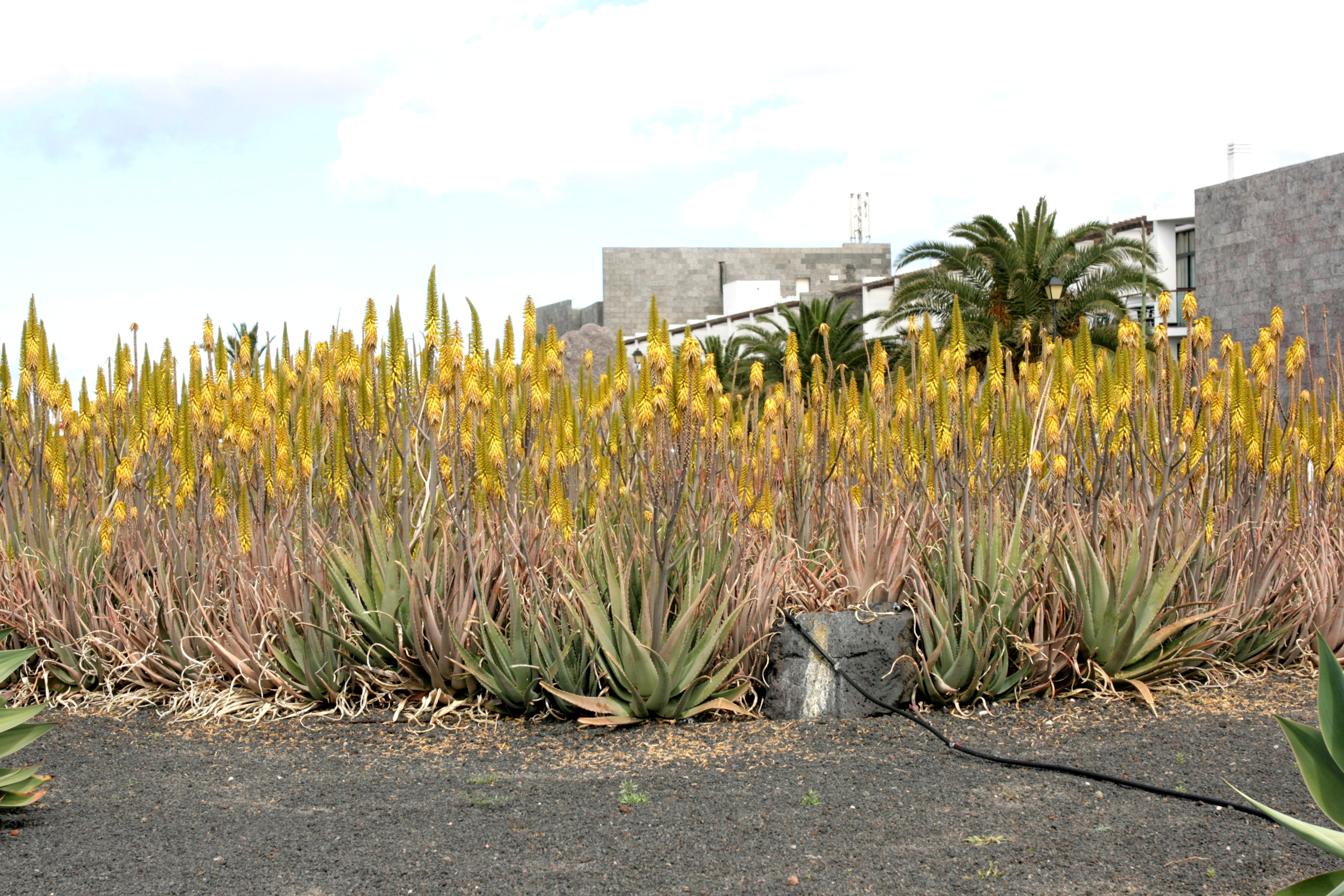
Culture d’Aloe vera à Lanzarote aux Canaries.

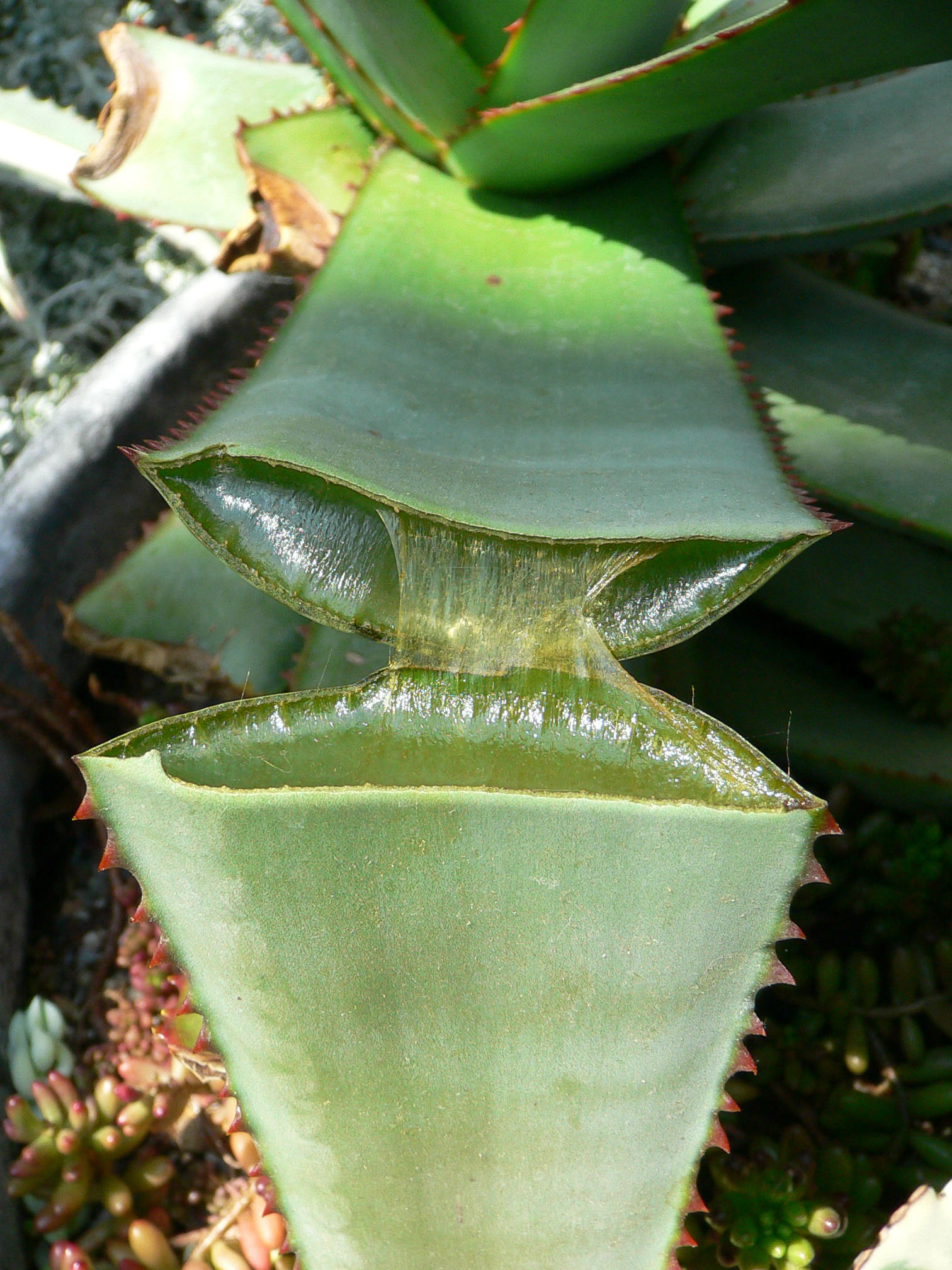
Sous la cuticule et le derme dans lequel circule la sève (donnant le suc) apparaît au centre la pulpe, parenchyme mucilagineux fournissant le gel d'aloès.

L'Aloe vera ne supporte pas le gel, la neige et les excès d'eau et supporte bien les terrains secs.

## Produits
Des extraits de feuilles d’Aloe vera sont utilisés comme médicament sous forme de suc ou entrent dans la composition de cosmétiques, de spécialités dermatologiques ou de produits alimentaires sous forme de gel.
Le suc d'aloès est contenu dans les cellules péricycliques et s'écoule spontanément lorsque la feuille est coupée. Le gel d'aloès est constitué par le mucilage des cellules polyédriques de la région centrale de la feuille.

### Suc d'aloès
Traditionnellement, le suc (ou exsudat) était recueilli dans des pots en le laissant s'écouler spontanément des feuilles, après incision de celles-ci sur pied. Il était ensuite concentré par ébullition pendant quelques heures. Cette forme séchée de la sève permet d'obtenir les formes galéniques usuelles, poudre et teinture, utilisées dans la préparation des spécialités pharmaceutiques destinées exclusivement aux indications digestives.
Le médicament se présente sous la forme d'une masse solide brun chocolat à presque noire.

### Gel d'aloès
La récolte artisanale du gel d'aloès se fait en coupant longitudinalement les feuilles et en raclant la pulpe centrale mucilagineuse. Pour éviter des effets laxatifs, le gel ne doit pas contenir de latex. Cette pulpe fraîche se dégrade rapidement du fait de son oxydation à l'air libre, ce qui limite son usage aux personnes ayant des feuilles d'aloès fraîches sous la main. Cependant, depuis les travaux d'un pharmacien texan nommé Bill Coats, dans les années 1960, on sait comment stabiliser la pulpe fraîche en effectuant un traitement qui neutralise l'action des enzymes à l'origine de l'oxydation et du rancissement. Le processus de stabilisation, protégé par un brevet, consiste à laisser incuber la pulpe dans des cuves, en y ajoutant de la vitamine C, E et du sorbitol. Cette technique a permis le développement de méthodes industrielles d'exploitation et de production d'aloès.
Le gel est d'aspect visqueux, transparent, sans odeur et légèrement amer.

## Aspects économiques
Selon le producteur US Farms, qui cultive plus de 250 000 plants d’A. vera au Canada, le marché américain des produits à l’A. vera représentait 34 milliards de dollars en 2008.
Les principaux pays producteurs de gel sont le Mexique, la République dominicaine et le Venezuela. L'Asie (Chine, Thaïlande) et l'Australie fabriquent l'essentiel du reste des produits commercialisés dans le monde.

## Aspects culturels et historiques

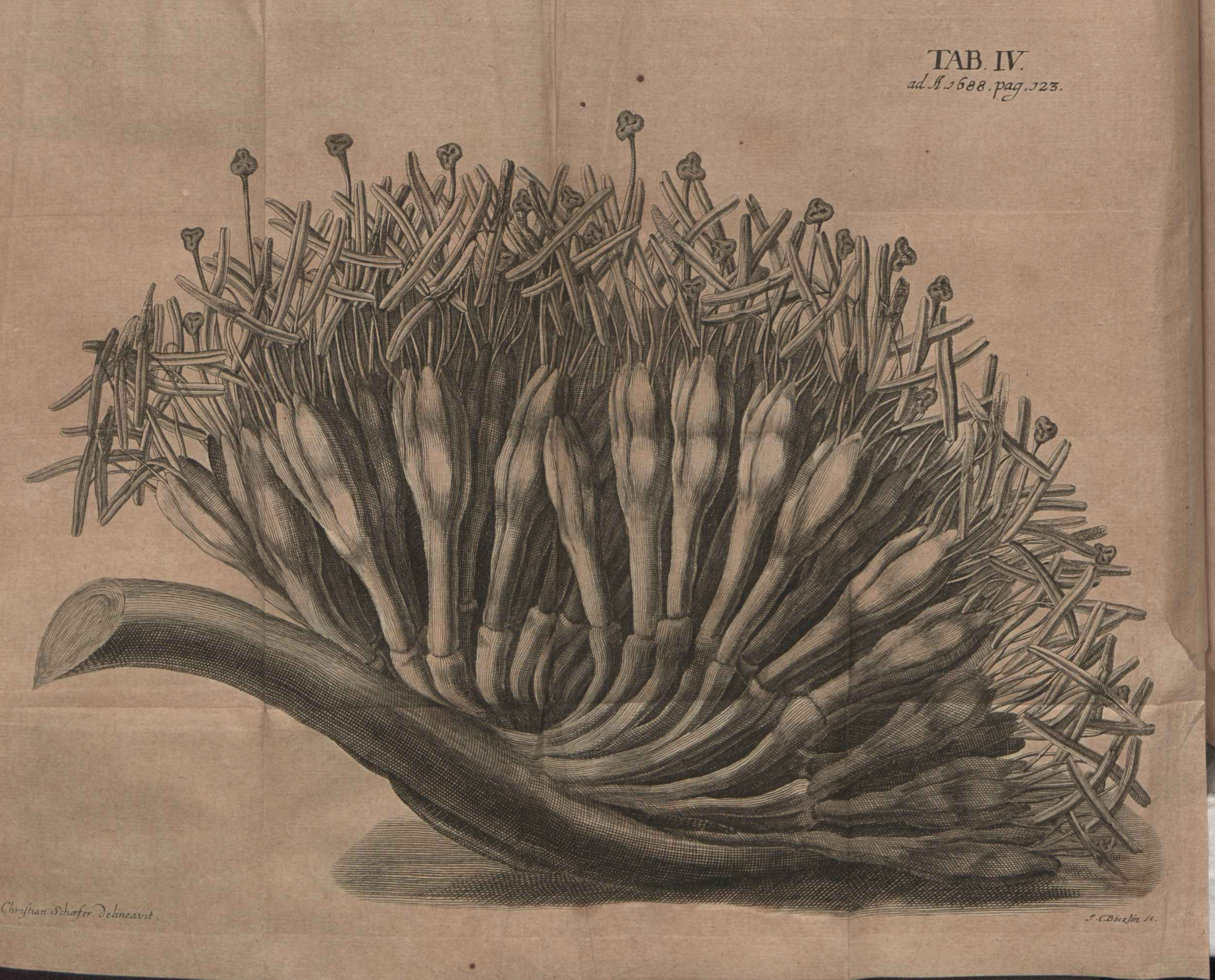
Représentation d'aloe dans les Acta Eruditorum de 1688.

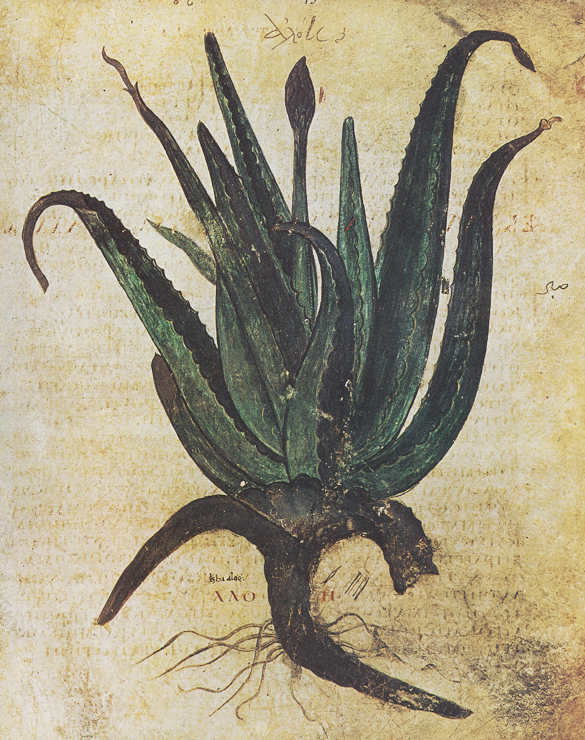
Représentation d’Aloe dans le manuscrit De materia medica de Dioscoride dit Codex Vindobonensis de 512.

L’Aloe vera est une plante vivace connue depuis l'Antiquité en Mésopotamie, dans l'Égypte antique et dans la Grèce antique.
En Égypte, le plus ancien document médical, qui est connu sous le nom de papyrus Ebers (aux environs de 1 500 ans avant notre ère) cite l'aloès parmi les plantes médicinales. Cette plante entrait dans différentes formules recommandées contre les vers, les maux de tête, les douleurs à la poitrine, les brûlures, les ulcères et les maladies de peau,. Un autre document écrit en grec aux environs du IIIe siècle, à Thèbes (en Égypte), connu sous le nom de papyrus de Leyde, donne un autre emploi de l'aloès. Il mentionne parmi les nombreuses recettes de teintures, une liste de pharmaka stuptika c'est-à-dire de « drogues mordantes » à utiliser pour teindre les laines, comprenant l'urine avec aloès.
Les Grecs de l'Antiquité connaissaient probablement l'aloès bien que les premières mentions dans les textes soient tardives. Suivant le géographe arabe du XIIe siècle, Al Idrissi, Aristote aurait incité son élève Alexandre le Grand à installer une colonie ionienne dans l'île de Socotra au large du Yémen, pour avoir accès à l'aloès socotrin très réputé. Au Ier siècle de l'ère chrétienne, le médecin grec Dioscoride donne une description précise de l'aloe (De materia medica, 3, 22) et indique que « il croît en abondance en Inde d'où son jus est exporté. Il pousse aussi en Arabie, Asie et dans certaines régions maritimes et îles, comme Andros. Ce type ne convient pas pour l'extraction du jus mais convient pour fermer les plaies et les blessures en appliquant la plante broyée... ». L'encyclopédiste Pline l'Ancien, contemporain de Dioscoride, donne dans son Histoire naturelle (livre XXVII, V) une description de l'aloès concordante.
Les Hébreux connaissaient deux drogues désignées parfois par le même terme. Le terme grec ἀλόη, traduit en général par aloès, désignant un bois aromatique (Bois d'aloès, bois d'aigle, Aquillaria agallocha) est cité plusieurs fois dans la Bible (Livre des Nombres, 26, 6 ; Cantique des Cantiques, 4, 12-13-14). Par contre, dans l'Évangile selon Jean (texte grec de la fin du Ier siècle), où il est dit qu'un mélange de myrrhe et d'aloès (σμύρνης καὶ ἀλόης) fut employé pour envelopper le corps du Christ; il est difficile de savoir s'il s'agissait de l’Aloe ou de l’Aquillaria.
L’Aloe vera n'est pas une plante indigène d'Inde ni de Chine, aussi n'est-elle pas mentionnée dans les plus anciennes pharmacopées de ces pays. Ce n'est qu'après le Xe siècle qu'elle devient une plante médicinale commune de la pharmacopée chinoise et le XIIe siècle qu'elle entre véritablement dans la pharmacopée ayurvédique.
En Inde, les traités fondamentaux de médecine ayurvédique (comme Caraka Saṃhitā चरक संहिता...) ne mentionnent pas l'aloès. L’Aloe vera n'est entrée dans la médecine ayurvédique qu'au XIIe siècle (C.P. Khare, 2004). Depuis cette époque, l'aloès est connu dans la médecine ayurvédique sous les noms sanskrit de kumāri कुमारी, de grihkanyā, de kanyā, etc., mais il faut savoir que le terme de kumari (vierge) s'applique à diverses autres plantes comme Clitoria ternata.
Les propriétés médicinales de la plante sont mentionnées dans des textes comme Sharngadhar samhita (XIIIe siècle) ou Bhava Prakasha, un classique mineur de l'ayurveda du XVe – XVIe siècle. Suivant ce dernier texte, l’Aloe vera est une plante purgative, rafraîchissante et amère. Elle est prescrite dans les maladies du foie, de la rate, les tumeurs internes, la toux persistante, ainsi que les maladies de peau. Le Raja Nighantu et les textes du XVIIe siècle incluent les concentrés secs de la plante dans les formulations abortives, emménagogues et anthelminthiques.
En Chine, contrairement à ce qu'on trouve très souvent sur internet, dans les articles ou les thèses de pharmacie, l’aloès n'est pas mentionné dans le Shennong bencao jing, le plus ancien ouvrage chinois de matière médicale (aux alentours du début de notre ère). Ce n'est qu'au VIIIe siècle, que l'aloès aurait été importé par voie maritime dans la province de Canton d'où il se serait dispersé ensuite dans la Chine. Les premières mentions textuelles de l'aloès se trouvent dans le Yaoxinglun 药性论 et dans le Bencao Shiyi 本草拾遗 (Supplément aux Herbes médicinales, de Chen Cangqi 陈藏器 en 739), deux pharmacopées de la dynastie Tang (618-907). L'aloès, actuellement connu sous nom de 芦荟 lúhuì, a reçu de nombreuses autres dénominations merveilleuses, du genre 百龙角 bailongjiao, « corne de dragon blanc », 象胆 xiangdan, « vésicule biliaire d'éléphant », etc. (le suc d'aloès chauffé se présente comme une masse noirâtre, très amère). Par son origine mystérieuse, il était paré de propriétés mirifiques et considéré comme une panacée. La Matière médicale de l'époque Kaibao 开宝本草 (973) donne pour la première fois une étude détaillée de ses propriétés : « froid, amer, purge les boyaux, évacue le feu du foie » (dans les termes de la médecine chinoise traditionnelle). À partir de cette époque, l'aloès luhui devint une plante médicinale commune de la pharmacopée chinoise. Dans un ouvrage de référence de pharmacopée chinoise (université MTC de Shanghai, 2003), l'aloès est indiqué pour « la constipation par excès de chaleur, du feu-cœur et du feu-foie, avec insomnie ; syndrome de prépondérance du feu du foie, avec constipation... ; malnutrition ou accumulation de vers intestinaux... ; eczéma chronique... ».
Les Espagnols et les Néerlandais amenèrent l’Aloe vera aux Antilles et en Amérique aux XVIe – XVIIe siècles. La culture de l’Aloe vera se répandit ensuite dans toutes les zones tropicales, subtropicales et tempérées chaudes.